# 王加封
王加封（？—1646年1月8日（隆武元年十一月二十三日）），字抱赤，建寧府甌寧縣人，南明軍事人物。

## 生平
王加封是千戶王之臣的兒子，王之臣富裕而節儉，臨死前散盡家產，因此王加封個性豪邁好義。黃道周出師，他在隆武元年（1645年）八月三日於延平與遊擊陳雄飛、應士鍈、應士鑰、成仲治、王鼎、守備張天憲等二百多名義勇前往建寧。臨行前，他到廟中辭別母親，其時他的部下都是新招募的士兵，不敢前進；他很是憤慨，於是請求擔任先驅直達廣信，並傳書迎接黃道周。黃道周很是器重王加封，命令他到徽州婺源招諭，但在離開牛頭嶺時中伏受傷。他退守小土山短兵接戰，揮旗向對岸尋求援軍，李忠遠騎馬渡河赴救，可是清兵部隊精銳使其中箭身亡；他徒手斬殺數十人，結果還是遭擒殺。黃道周為他寫下祭文哭泣，南明朝廷追贈錦衣指揮僉事。

## 引用
1. 1 2  錢海岳《南明史·卷四十·列傳第十六》：（隆武元年）八月三日至延平，（黃道周）得遊擊陳雄飛、應士鍈、應士鑰、王加封、成仲治、王鼎、守備張天憲之眾。……加封，字抱赤，甌寧人。父千戶之臣。之臣富而儉，老且死，盡散資財。加封故豪俠，道周出師，首募義勇二百餘人，發建寧。瀕行，謁廟辭母，時諸部皆新募，遷延莫敢進。加封憤，請先驅，直抵廣信，馳書迎道周。
2. ↑  錢海岳《南明史·卷四十·列傳第十六》：而（十一月）二十三日天祥先發，……加封及參將李忠遠戰死……道周深器之，令招諭婺源、徽州，出牛頭嶺，中伏負傷。退駐小阜，短兵接戰，揮旗招隔岸進援師。（李）忠遠策馬涉水赴，清兵悉銳來攻，中矢陣亡。加封手斬數十人，被執不屈死。道周為文哭祭之，事聞，贈錦衣指揮僉事。